# Comuna Novoukraiinka, Mlîniv
Novoukraiinka (în ucraineană Новоукраїнка) este o comună în raionul Mlîniv, regiunea Rivne, Ucraina, formată din satele Nadciîți, Novoukraiinka (reședința), Svîșciv și Zoreane.

## Demografie
Componența lingvistică a comunei Novoukraiinka
     Ucraineană (99,4%)
     Alte limbi (0,6%)
Conform recensământului din 2001, majoritatea populației comunei Novoukraiinka era vorbitoare de ucraineană (99,4%), existând în minoritate și vorbitori de alte limbi.